# Ліпіни (Зволенський повіт)
Ліпіни (пол. Lipiny) — село в Польщі, у гміні Пшиленк Зволенського повіту Мазовецького воєводства.
Населення — 181 особа (2011).
У 1975-1998 роках село належало до Радомського воєводства.

## Демографія
Демографічна структура станом на 31 березня 2011 року:
|          | Загалом | Допрацездатний вік | Працездатний вік | Постпрацездатний вік |
| -------- | ------- | ------------------ | ---------------- | -------------------- |
| Чоловіки | 80      | 16                 | 58               | 6                    |
| Жінки    | 101     | 25                 | 53               | 23                   |
| Разом    | 181     | 41                 | 111              | 29                   |